# Стара Обра
Стара Обра (пол. Stara Obra, нім. Alt Obra) — село в Польщі, у гміні Козьмін-Велькопольський Кротошинського повіту Великопольського воєводства.
Населення — 607 осіб (2011).
У 1975-1998 роках село належало до Каліського воєводства.

## Демографія
Демографічна структура станом на 31 березня 2011 року:
|          | Загалом | Допрацездатний вік | Працездатний вік | Постпрацездатний вік |
| -------- | ------- | ------------------ | ---------------- | -------------------- |
| Чоловіки | 289     | 49                 | 209              | 31                   |
| Жінки    | 318     | 76                 | 168              | 74                   |
| Разом    | 607     | 125                | 377              | 105                  |